# نموذج الصدمة للاضطرابات العقلية
نموذج الصدمة للاضطرابات العقلية أو نموذج الصدمة لعلم النفس المرضي، هو نموذج يعتبر الصدمات الجسدية والجنسية والنفسية عوامل سببية رئيسية في تطور الاضطرابات النفسية، بما في ذلك الاكتئاب والقلق والذهان، وذلك سواء تعرض الشخص للصدمة كطفل أو كبالغ. يرى النموذج ردود أفعال الضحايا تجاه الأحداث الصادمة على أنها تصرفات مفهومة وليست علامات لمرض عقلي.
تؤكد نماذج الصدمات على دور التجارب المؤلمة باعتبارها مسببات مرضية أكثر شيوع وأهمية للاضطرابات العقلية -مقارنةً بما كان يُعتَقد في السابق. تملك هذه النماذج جذورًا في بعض مناهج التحليل النفسي، ولا سيما ضمن أفكار سيغموند فرويد الأولى حول الاعتداء الجنسي على الأطفال والهستيريا وفي عمل بيير جانيت حول الانفصال وفي نظرية التعلق لبولبي. تدعم أبحاث مهمة الصلة بين التجارب المبكرة لسوء المعاملة المزمن والإهمال الشديد والمشاكل النفسية اللاحقة.
في ستينيات القرن الماضي، ارتبطت نماذج الصدمات بمناهج علم النفس الإنساني والحركات المناهضة للطب النفسي، لا سيما فيما يتعلق بفهم الفصام ودور الأسرة. كانت اضطرابات الشخصية موضع للتركيز أيضًا -لا سيما اضطراب الشخصية الحدية. إذ اعتُقِد بامتلاك الانفصال واستجابات التجميد (استجابة أكثر تطرفًا من استجابة الكر أو الفر عندما يكون شخص ما مرعوبًا ومصابًا بصدمة نفسية) دورًا مهمًا في ما يتعلق بمسببات الاضطرابات النفسية. تحدثت نسخ متطرفة من نماذج الصدمات عن البيئة الجنينية وصدمة الولادة، ولكنها غير مدعومة جيدًا من قبل الأدبيات الأكاديمية، وهي مرتبطة أيضًا بمفهوم الذاكرة المكبوتة المثير للجدل.
يصاب الناس بصدمات نفسية على يد مجموعة كبيرة من الناس، وليس أفراد الأسرة فقط. على سبيل المثال، يبلغ ضحايا الاعتداء الجنسي الذكور عن تعرضهم للإيذاء في الكثير من المؤسسات (المدارس الداخلية ودور الرعاية والنوادي الرياضية).
تسلط نماذج الصدمات الضوء على العوامل المسببة للتوتر والصدمة في علاقات الارتباط المبكرة وفي تطور العلاقات الشخصية الناضجة. في كثير من الأحيان، تُقدَّم نماذج الصدمات باعتبارها نقيض للأرثوذكسية النفسية موجهةً انتقادات لأبحاث الصحة العقلية وممارساتها بسبب تركيزها الشديد على علم الوراثة والكيمياء العصبية والأدوية.

## انتقادات
تقول نماذج الصدمات بأن الصدمة التي يتعرض لها الطفل ستسبب له الجنون، ولكن يجادل منتقدو النماذج -مثل أوغست بيبر- بامتلاك هذا المنطق عيب هام. إذا كان الادعاء صحيحًا، يجب أن تسبب إساءة معاملة ملايين الأطفال على مر السنين معدلات انتشار أعلى للاضطرابات العقلية مقارنةً بما تقدمه لنا الأدبيات. يرى نقاد آخرون -ولا سيما مؤيدو العلاج الأسري السلوكي- نماذج الصدمات أنها مجرد إلقاء باللوم على الوالدين، مشددين على حقيقة أن العائلات عادةً ما تكون المصدر الرئيسي –والوحيد أحيانًا- لدعم الأشخاص المصابين بمرض عقلي شديد. أشارت لوسي جونستون إلى أن بعض النقاد يدعون إلى التدخلات الأسرية للمرضى النفسيين البالغين لكنهم في نفس الوقت يقولون إن تجارب الطفولة ليست سبب مشارك في المرض العقلي؛ أي أن أفراد الأسرة يؤثرون –سواء تأثير ضار أو مفيد- على أطفالهم البالغين فقط.

ردًا على بايبر، ذكر أريتي في تفسير الفصام أن الصدمة تكون أكثر أهمية عندما يرتكبها أشخاص مرتبطين عاطفيًا بالمريض، وغالبًا ما تتداخل الإساءة مع أشكال أخرى من الإهمال والسلوكيات المضطربة من مقدمي الرعاية:
في البداية، علينا أن نكرر هنا ما ذكرناه مسبقًا ... أن ظروف الخطر الخارجي الواضح، كما في حالة الحروب أو الكوارث أو غيرها من المحن التي تؤثر على المجتمع، لا تسبب القلق الذي يؤذي الذات الداخلية ولا تدعم الإصابة بالفصام. حتى الفقر المدقع أو المرض الجسدي أو المآسي الشخصية لا تؤدي بالضرورة إلى الإصابة بالفصام إلا إذا كانت تملك تداعيات نفسية تضر الشعور بالذات. حتى المنازل التي يدمرها الموت أو الطلاق أو الهجر قد تكون أقل تضررًا من المنازل التي يعيش فيها كلا الوالدين معًا لكنهم يقوضون دائمًا تصور الطفل لنفسه.